# Клод Луј Ектор де Вилар
Клод Луј Ектор де Вилар (фр. Claude Louis Hector de Villars; Мулен, 8. мај 1653 — Торино, 17. јун 1734) је био француски војсковођа, маршал Француске, војвода од Вилара и последњи велики генерал Луја XIV. Био је један од најблиставијих заповедника француске војне повеснице.

## Рана каријера
Рођен је у Мулену у племићкој, али сиромашној породици, која је пала у немилост. Ступио је у војску 1671. Са двадесет година истакао се 1673. приликом опсаде Мастрихта за време Француско-холандског рата. Након крваве битке код Сенефа 1674. унапређен је у пуковника коњичког пука.
На следеђе унапређење ће чекати јако дуго иако се истицао изванредном службом под заповедништвом маршала Анрија Тирена, Великог Кондеа и маршала Луксембурга. Навукао је мржњу моћног министра одбране маркиза Лувоаза. Чин који одговра чину генерал-мајора добио је тек 1687.
У времену између Холандских ратова и формирања Аугзбуршког савеза Вилар је био запослен у једној неслужбеној мисији на двору у Баварској и ту се стално дружио са кнезом изборником Баварске Максимилијаном II Емануелом. Вратио се 1690. у Француску и командовао је војском у Фландрији за време Рата Велике алијансе. При крају рата отишао је у Беч као амбасадор.

## Рат за шпанско наслеђе
Показао се једним од најбољих француских генерала свих времена. Посебно се истакао у биткама Рата за шпанско наслеђе. За учешће у бици код Фридлингена 1702. унапређен је у маршала Француске. Успешно је угушио побуну хугенота у Камисарду, Кевену и Сен Есприу и за то је добио титулу војводе од Вилара. У бици код Хохштата 1703. је остварио чисту победу. Међутим походи у којима је учествовао садржавали су и изгубљене могућности. Виларова права слава почиње 1709, када се Француска нашла наизглед у безизлазном положају пред налетом савезника. Те године војвода од Вилара је командовао главном армијом насупрот које су на северном фронту стајали Еуген Савојски и војвода од Молбороа. За време зимске оскудице и глади делио је са војницима бедна следовања хране. За време тога похода војвода од Буфлера је био потчињен Вилару. Вилар је рањен у веома тешкој бици код Малплака 11. септембра 1709. Битка је представљала савезничку пирову победу, па је Вилар рекао краљу: 
Кад би се Бог смиловао да да непријатељима вашег величанства још једну такву победу, они би пропали
.
Још два похода су прошла без битке и савезници нису готово нимало напредовали. Коначно је војвода од Молбороа извршио маневар којим је помакао Вилара са линије са које није одступао. Изгледало је да је разбијена француска одбрана. Војвода од Вилара је успео да изманеврише савезнике и да их тешко порази у бици код Денена 24. јула 1712. Та победа је спасила Француску, иако се рат још једно време одвијао на Рајни, где је Вилар заузео Ландау и предводио нападе на Фрајбург. Коначно је преговарао са Еугеном Савојским и склопио споразум у Раштату.

## Регентство
Имао је важну улогу у доба регентства. Главни противник му је био кардинал Дубоа. Последњи пут се борио у Рату за пољско наслеђе 1734. Међутим имао је тада преко осамдесет година. Након почетка рата умро је у Торину 17. јуна 1734.